# 桃林寺 (鈴鹿市)
桃林寺（とうりんじ）は、三重県鈴鹿市にある臨済宗東福寺派の寺院。山号は龍雲山。本尊は釈迦如来。

## 歴史
この寺は、養和元年（1181年）慈鎮が開山となって創建したと伝えられ、当初は天台宗に属していた。その後、兵火などにより衰退していた。しかし、慶長年間（1596年 - 1615年）に再興され禅宗に改められた。

## 文化財

### 三重県指定有形文化財（工芸品）
- 銅鐘：昭和27年（1952年）7月9日指定。
  - 永享八年丙辰十一月廿五日大工和州葛城友光の銘がある[1]。

## 周辺
- 椿大神社
- 小岐須渓谷

## アクセス
- 近鉄平田町駅またはJR加佐登駅からC-BUS（コミュニティバス）に乗り、桃林寺で下車。